# عباس کیارستمی
عبّاس کیارستمی (۱ تیر ۱۳۱۹ – ۱۴ تیر ۱۳۹۵) فیلم‌ساز و عکّاس ایرانی بود. کیارستمی به عنوان یکی از تأثیرگذارترین سینماگران جهان نیز شناخته می‌شد. او از سال ۱۹۷۰ میلادی در کار سینما شروع به فعالیت کرد و بیش از ۴۰ فیلم بلند، کوتاه و مستند ساخت. از مهم‌ترین کارهایش می‌توان به: سه‌گانهٔ کوکر، کلوزآپ (۱۹۹۰)، طعم گیلاس (۱۹۹۷)، و باد ما را خواهد برد (۱۹۹۹) اشاره کرد. او در دوره پایانی کارش به فیلم‌سازی بیرون از ایران روی آورد که حاصلش فیلم‌هایی مانند کپی برابر اصل (۲۰۱۰) و مثل یک عاشق (۲۰۱۲) بود.
کیارستمی علاوه بر سینما در کارهای دیگر هنری از جمله شعر، عکّاسی، چیدمان، موسیقی، طرّاحی گرافیک، طراحی و نقاشی نیز فعال بود. او را باید در زمرهٔ سینماگران جریان موسوم به موج نوی سینمای ایران و همتای سهراب شهید ثالث و پرویز کیمیاوی به‌شمار آورد. سادگی، استفاده از کودکان به عنوانِ نقش اول و قهرمانِ داستان، سبکِ مستندگونه، بهره‌گیری از فضاهای روستایی، حذفِ کارگردان، شاعرانگی و نیز مکالمهٔ شخصیت‌ها در سواری برخی از ویژگی‌های فیلم‌های کیارستمی است.
کیارستمی برندهٔ جایزه‌های سینماییِ فراوانی است. وی پنج بار نامزد جایزه نخل طلای جشنواره کن شد و در سال ۱۹۹۷ در پنجاهمین دورهٔ جشنوارهٔ فیلمِ کن برای طعم گیلاس این جایزه را گرفت. وی در جشنواره‌های متعددِ معتبرِ فیلمِ جهان به عنوان داور حضور داشته است. وی همچنین با دریافت ۳۲ دستاوردِ شخصی، پرافتخارترین هنرمند ایران به‌شمار می‌رود.

## زندگی
کیارستمی در سالِ ۱۳۱۹ در تهران به دنیا آمد. پدرش احمد نام داشت و از طایفهٔ کیارستمی‌های میگون بود. در مدرسهٔ جَم در قلهک با آیدین آغداشلو همدرس شد. نخستین تجربهٔ هنریِ او نقاشی بود. او این هنر را تا پایانِ دورانِ نوجوانی همچنان ادامه داد تا آنجا که در سن ۱۸ سالگی توانست در یک مسابقهٔ نقاشی برندهٔ جایزه شود. وی اندکی پس از این کامیابی در دانشکدهٔ هنرهای زیبای دانشگاه تهران پذیرفته شد. او در دانشگاه بیشتر به فراگیریِ نقاشی و طراحیِ گرافیک پرداخت و در هنگام تحصیل برای تأمین هزینه‌های زندگی به عنوان پلیس راهنمایی رانندگی مشغول به کار شد. کیارستمی از سال ۱۳۴۰ یعنی در دهه ۱۹۶۰ به عنوان نقاش تبلیغاتی در آتلیه ۷ و یکی دو مؤسسهٔ دیگر به کار طراحی جلد کتاب، پوستر و آگهی‌های بازرگانی پرداخت، و بعدها به «تبلی فیلم» رفت. از سال ۱۳۴۶ در سازمان تبلیغاتی نگاره به طراحی و ساختن تیتراژ فیلم پرداخت که نخستین آن‌ها عنوان‌بندیِ فیلم وسوسهٔ شیطان ساختهٔ محمّد زرّین‌دست بود.
طراحی پوستر و ساخت عنوان‌بندیِ فیلم‌های قیصر و رضا موتوری ساختهٔ مسعود کیمیایی را او انجام داد. مدتی بعد به دعوت فیروز شیروانلو، که مسئولیت امور سینمایی کانون پرورش فکری کودکان و نوجوانان را داشت به کانون رفت و در سال ۱۳۴۹ فیلم کوتاه نان و کوچه را ساخت. در سال ۱۳۵۱ فیلم زنگ تفریح را ساخت و با ساخت فیلم مسافر در سال ۱۳۵۳ مطرح شد. او در سینمای بعد از انقلاب پایه‌گذار سینمایی شد که تا به حال فیلمسازان زیادی پیرو این نوع سینما، فیلم ساخته و مطرح شده‌اند. عباس کیارستمی با فیلم طعم گیلاس در سال ۱۹۹۷ جایزه نخل طلای جشنواره فیلم کن را هم از آن خود کرده است.
کیارستمی از ۱۹۶۲ تا ۱۹۶۶ روی هم رفته ۱۵۰ آگهی بازرگانی برای تلویزیون ایران ساخت. او تا پایان دههٔ ۱۹۶۰ عنوان‌بندیِ فیلم‌هایی همچون قیصر ساختهٔ مسعود کیمیایی و طرح کتاب‌های کودکان را انجام داد.
کیارستمی هیچگاه برای تلویزیون سریال نساخت.
کیارستمی در ۱۹۶۹ با پروین امیرقلی ازدواج کرد و در سال ۱۹۸۲ از او جدا شد. آن‌ها از این پیوند، صاحب دو پسر به نام‌های احمد زادهٔ ۱۹۷۱ و بهمن ۱۹۷۸ شدند. فرزند دوم او بهمن کیارستمی در سال ۱۹۹۳ در سن ۱۵ سالگی مدیر فیلم‌برداری و کارگردان شد و فیلم مستند سفری به دیار مسافر را ساخت.
کیارستمی پس از انقلابِ ۱۳۵۷ هم در ایران ماند. او بر این باور بود که «تصمیم به ماندن» مهم‌ترین تصمیمِ او برای زندگیِ حرفه‌ایش بوده است. او می‌گوید که حضور همیشگی اش در ایران و ملیت ایرانی توانایی او در ساخت فیلم را دو چندان کرده است، وی در این باره گفت:
اگر درختی را که ریشه در خاک دارد از جایی به جای دیگر ببرید، آن درخت دیگر میوه نمی‌دهد و اگر بدهد آن میوه دیگر به خوبی میوه‌ای که در سرزمین مادریش می‌تواند بدهد نیست. این یک قانون طبیعت است. فکر می‌کنم اگر سرزمینم را رها کرده بودم درست مانند این درخت شده بودم.
.
او در تیرماهِ سالِ ۱۳۹۵ برای درمانِ بیماری و عوارضِ جرّاحیِ ناموفّق، علی‌رغمِ مخالفتِ پزشکانِ ایرانی، به فرانسه رفت و سرانجام روزِ ۱۴ تیر در بیمارستانی در فرانسه درگذشت. پیکر او ۲۰ تیرماه ۱۳۹۵ در لواسان به خاک سپرده شد. او به دلیل حساسیت چشمانش به نور، معمولاً از عینک تیره استفاده می‌کرد.

## فیلم‌سازی

### دههٔ ۱۳۵۰

عباس کیارستمی در سال ۱۳۵۶ خورشیدی

سال ۱۹۶۹، در سرآغاز دگرگونی‌هایی که گاهی موج نوی سینمای ایران می‌نامند و با فیلم‌هایی چون گاو و قیصر و آرامش در حضور دیگران و رگبار شناخته می‌شود، کیارستمی کمک کرد تا بخشی برای فیلم‌سازی در کانون پرورش فکری کودکان و نوجوانان تهران ایجاد شود. فیلم دوازده دقیقه‌ای نان و کوچه (۱۳۴۹)، ساختهٔ کیارستمی، سرآغاز همکاری کانون در ساخت فیلم بود. این فیلم کوتاه نئورئالیسم داستان بچه مدرسه‌ای بیچاره‌ای را روایت می‌کرد که گرفتار یک سگ شده بود. فیلم بعدی زنگ تفریح نام داشت که سال ۱۹۷۲ ساخته شد. کم‌کم کانون به کارگاهی مهم برای ساخت فیلم‌های ایرانی تبدیل شد و نه تنها فیلم‌های کیارستمی بلکه فیلم‌هایی چون دونده،  باشو، غریبه‌ی کوچک هم توسط همین کارگاه هنری ساخته شد.
در دههٔ ۱۹۷۰ در هنگام نو شدن ادبی فرهنگی سینمای ایران، کیارستمی به فردگرایی در فیلم‌سازی روی آورد. هنگامی که دربارهٔ نخستین فیلم او سخن به میان آمد او چنین پاسخ داد:
نان و کوچه نخستین تجربهٔ سینمایی من بود و باید بگویم که بسیار دشوار بود. من مجبور بودم با یک بچهٔ بسیار کوچک، یک سگ و یک گروه فیلم‌سازی غیرحرفه‌ای البته به جز مدیر فیلم‌برداری که مدام غُر می‌زد و اعتراض می‌کرد کار کنم. خوب مدیر فیلم‌برداری در صحنه حق داشت چون من از روش فیلم‌سازی که او بدان خو گرفته بود پیروی نمی‌کردم.
کیارستمی پس از فیلم تجربه ۱۹۷۳، فیلم مسافر را در سال ۱۹۷۴ ساخت. مسافر روایت‌گر داستان پسری ده ساله و پُر دردسر به نام قاسم جولایی (با بازی حسن دارابی) است که در یکی از شهرهای کوچک ایران زندگی می‌کند و می‌خواهد برای تماشای مسابقهٔ تیم فوتبال مورد علاقه‌اش به تهران برود او برای این کار، دوستان و همسایگانش را هم فریب می‌دهد و پس از چندین ماجراجویی در نهایت به موقع به ورزشگاه تهران می‌رسد. این فیلم، تصمیم پسر را به عنوان هدفش؛ و کوتاهی‌ها و بی‌تفاوتی‌هایش را به صورت تأثیر رفتار او بر دیگران به‌ویژه نزدیکانش نمایش می‌دهد. این فیلم به بررسی رفتار آدمی و تعادل راستی و ناراستی می‌پردازد. فیلم ویژگی‌های کیارستمی یعنی واقع‌گرایی، سادگی و سبک پیچیده و همچنین نوعی شیفتگی بین روح و جسم بشری را به نمایش گذاشت. مسافر، فیلمی زمینه‌ساز در کارنامهٔ وی ارزیابی می‌شود، از این جهت که عناصری صوری و روایی در آن وجود دارد که تا به امروز، در همهٔ آثار کیارستمی مشترکند؛ و آن سبک مستندگونه و ادغام دو ویژگی پارادوکسال یعنی سادگی و پیچیدگی است.
سال ۱۹۷۵ کیارستمی دو فیلم کوتاه به نام‌های من هم می‌توانم و دو راه حل برای یک مسئله کارگردانی کرد. در آغاز سال ۱۹۷۶ فیلم رنگ‌ها و پس از آن فیلم پنجاه و چهار دقیقه‌ای لباسی برای عروسی را به نمایش درآورد. لباسی برای عروسی داستان سه نوجوان را نمایش می‌دهد که بر سر یک لباس برای یک جشن عروسی با هم درگیر می‌شوند. این فیلم برنده دیپلم افتخار جشنواره بین‌المللی فیلم مسکو و برنده دیپلم ویژه هیئت داوران و جایزه تلویزیون ملی ایران یازدهمین جشنواره بین‌المللی فیلم کودکان و نوجوانان تهران شد. نخستین فیلم بلند کیارستمی، فیلم ۱۱۲ دقیقه‌ای گزارش است که در سال ۱۹۷۷ به نمایش درآمد. در این فیلم به یک ممیز مالیاتی پرداخته می‌شود که متهم به دریافت رشوه شده و در ادامهٔ ماجرا یک خودکشی هم در داستان روی می‌دهد. کیارستمی در سال ۱۹۷۹ فیلم قضیهٔ شکل اول، شکل دوم را ساخت..

### دههٔ ۱۳۶۰
کیارستمی در آغاز دههٔ ۱۹۸۰ چندین فیلم کوتاه کارگردانی کرد که از جملهٔ آن‌ها می‌توان به: بهداشت دندان ۱۹۸۰، به ترتیب یا بدون ترتیب ۱۹۸۱، همسُرایان ۱۹۸۲ و همشهری ۱۹۸۳ اشاره کرد. کیارستمی با ساخت فیلم خانه دوست کجاست؟ در سال ۱۹۸۷ در بیرون از ایران هم شناخته شد و مورد تحسین قرار گرفت. کیارستمی جایزه گریفون برنزی و مدال طلای شهر را از جشنواره فیلم جیفونی دریافت کرد و در لوکارنو مورد تمجید بسیاری قرار گرفت. وی نامزد پلنگ طلایی، برنده پلنگ برنزی، برنده جایزه کنفدراسیون بین‌المللی هنر سینما، برنده جایزه فیپرِشی و برنده جایزه فیلم منتخب انجمن منتقدان فیلم جشنواره فیلم لوکارنو شد.
خانهٔ دوست کجا است داستان ساده‌ای دربارهٔ یک پسر مدرسه‌ای هشت سالهٔ باوجدان را روایت می‌کند که تلاش می‌کند دفترچه دوستش را که در روستای همسایه زندگی می‌کند به او بازگرداند وگرنه دوستش را از مدرسه بیرون می‌کنند. در طول این فیلم باورهای سنتی روستانشینان ایران نمایش داده شده است. کیارستمی این فیلم را از نگاه یک کودک می‌سازد. بهره‌گیری شاعرانه از منظره‌های روستایی ایران و همچنین نشان دادن واقعیت زندگی از نکته‌های مورد توجه در این فیلم است.
منتقدان سه فیلم خانهٔ دوست کجاست؟ و زندگی و دیگر هیچ ۱۹۹۲ و زیر درختان زیتون ۱۹۹۴ را به سه‌گانهٔ کوکر مانند کرده‌اند چون هر سه فیلم، روستایی به نامِ کوکر در ایران را به تصویر می‌کشد. پایهٔ فیلم به زمین‌لرزه رودبار و منجیل (۱۳۶۹) مربوط می‌شود که در آن ۴۰٬۰۰۰ تن جانشان را از دست دادند. کیارستمی از نمادهای زندگی، مرگ، تغییر و دوام برای ارتباط سه فیلم استفاده می‌کند. این سه‌گانه در دههٔ ۱۹۹۰ در فرانسه و دیگر کشورها از جمله هلند، سوئد، آلمان و فنلاند بسیار خوش درخشید و با کامیابی روبرو شد. کیارستمی خود این سه فیلم را به عنوان سه‌گانه نمی‌شناسد، بلکه می‌گوید دو فیلم آخر و طعم گیلاس (۱۹۹۷) با هم یک سه‌گانه را می‌سازند و هر سه دربارهٔ ارزش زندگی بحث می‌کنند. کیارستمی برای زیر درخت زیتون مورد توجه اکثر منتقدان قرار گرفت. کیارستمی در ۱۹۸۷ داستان فیلم کلید را نوشت و تدوین کرد اما آن را کارگردانی نکرد. او در ۱۹۸۹ فیلم مشق شب را ساخت.

### دههٔ ۱۳۷۰
نخستین فیلم کیارستمی در دههٔ ۱۹۹۰ کلوزآپ نام داشت که روایتگر داستانی واقعی بود. داستان این فیلم مربوط به مردی شیفتهٔ سینما به نام حسین سبزیان بود که وارد یک خانواده می‌شود و خود را محسن مخملباف معرفی می‌کند. در پایان فیلم مخملباف واقعی پیدا می‌شود و سبزیان در دادگاه می‌گوید به دلیل علاقه به سینما دست به این کار زده است. بخش‌هایی از این فیلم مستند و بخشی از آن استودیویی است. کیارستمی برای این ساخته‌اش در نزد جامعه غرب شناخته تر شد و فیلمش در سراسر اروپا به نمایش درآمد و مورد تحسین قرار گرفت. کلوزآپ در سال ۲۰۱۲ نیز توسط نشریهٔ سایت اند ساوند در فهرست ۵۰ فیلم برتر تاریخ سینما قرار گرفت و جایزه فیپرِشی جشنواره بین‌المللی فیلم استانبول و جایزه ویژه منتقدان جشنواره بین‌المللی فیلم مونترال را به دست آورد. نانی مورتی در سال ۱۹۹۶ فیلم کوتاهی با نام روز افتتاحیه کلوزآپ دربارهٔ نمایش کلوزآپ در رم ساخت.
وی در همین سال نشان شوالیه هنر و ادب فرانسه را دریافت کرد.
کیارستمی در ۱۹۹۲ فیلم زندگی و دیگر هیچ را ساخت و برنده جایزه بخش نوعی نگاه در چهل و پنجمین جشنواره فیلم کن شد. به بیان منتقدان، این فیلم یکی از سه‌گانهٔ کوکر یا سه‌گانهٔ زلزله بود. این فیلم دربارهٔ یک پدر و پسر است که چند روز پس از زلزلهٔ ۱۹۹۰ یا ۱۳۶۹ کوکر، از تهران به این منطقه می‌روند تا از سلامتی دو پسر جوان که در زلزله بوده‌اند، با خبر شوند. آن‌ها در جریان سفر به این منطقه با بازماندگان زلزله روبرو می‌شوند که چگونه در سختی به زندگی خود ادامه می‌دهند. کیارستمی در آن سال برندهٔ جایزهٔ روبرتو روسلینی شد. این نخستین جایزهٔ تخصصی بود که او برای کارگردانی یک فیلم دریافت می‌کرد. زیر درختان زیتون آخرین فیلم از سه‌گانهٔ کوکر بود.
کسانی همچون آدریان مارتین، سبک این سه‌گانه را هندسی می‌دانند. مانند ارتباط الگوهای زیگزاگی در چشم‌اندازها و مناظر هندسی فیلم با زندگی واقعی و نیروهای جهانی. فلاش‌بک‌هایی که در مسیر پر پیچ و خم زندگی و دیگر هیچ دیده می‌شود، به نوبهٔ خود ذهن بیننده را به فیلم خانهٔ دوست کجاست در سال ۱۹۸۷، یعنی پیش از زلزله می‌برد، این مسئله به‌طور نمادین ما را به‌سوی اتفاقات بعد، در فیلم زیر درخت زیتون سوق می‌دهد. در سال ۱۹۹۵ میلادی، میراماکس فیلمز، زیر درخت زیتون را در آمریکا منتشر کرد. کیارستمی برای فیلم تحسین شده زیر درخت زیتون برای اولین بار نامزد دریافت نخل طلایی جشنواره فیلم کن شد.
بعدها کیارستمی فیلم‌نامهٔ سفر و بادکنک سفید را برای همکارِ سابقش، جعفر پناهی، نوشت. کیارستمی سپس در لومیر و شرکا با چهل کارگردان مطرح جهان مانند دیوید لینچ و میشائل هانکه همکاری کرد.
طعم گیلاس فیلم بعدی کیارستمی در سال ۱۹۹۷ بود. این فیلم مورد تحسین منتقدان و سینماگران قرار گرفت. کیارستمی جایزهٔ نخل طلایی جشنواره فیلم کن ۱۹۹۷ و جایزهٔ بهترین فیلم خارجی انجمن منتقدان فیلم بوستون را برای طعم گیلاس به دست آورد و مورد تحسین جهانیان قرار گیرد. مجله تایم در سال ۲۰۰۴ نیز این فیلم را به عنوان یکی از ۱۰ فیلم برتر تاریخ کن نامید. طعم گیلاس در ادامه به عنوان بهترین فیلم خارجی زبان انجمن ملی منتقدان فیلم نیز انتخاب شد. مجموعه کرایتریون در ۱ ژوئن ۱۹۹۹ این فیلم را به عنوان یک فیلم منحصر به فرد اعلام کرد. این فیلم دربارهٔ مردی‌ست که قصد خودکشی دارد.
کیارستمی در سال ۱۹۹۹ فیلم باد ما را خواهد برد را جلوی دوربین برد. وی برای این فیلم نامزد دریافت جایزهٔ شیر طلایی جشنواره فیلم ونیز بود اما موفق به کسب جایزهٔ شیر نقره‌ای شد. همچنین این فیلم، برندهٔ جایزهٔ فیپرشی جشنواره فیلم ونیز گردید و به عنوان یکی از صد اثر برتر سینمای جهان در دهه گذشته از نگاه برگزارکنندگان جشنواره بین‌المللی فیلم تورنتو انتخاب شد. داستان فیلم در مورد گروهی روزنامه‌نگار است که برای تولید فیلمی مستند از آئین سوگواری به روستایی در کردستان می‌روند. اما پیرزنی که قرار است بمیرد، نمی‌میرد. یکی از جذابیت‌های فیلم، این بود که بیشتر شخصیت‌های آن جلوی دوربین ظاهر نمی‌شدند و فقط صدای آن‌ها شنیده می‌شود.

### دههٔ ۱۳۸۰
سالِ ۲۰۰۱ میلادی کیارستمی و همکارش سیف‌الله صمدیان به درخواستِ صندوق بین‌المللی توسعه کشاورزی سازمان ملل متحد برای ساختِ فیلمی مستند دربارهٔ یتیمانِ اوگاندا به کامپالا سفر کردند. وی ده روز در آنجا ماند و مستند ای‌بی‌سی آفریقا را ساخت. هدف اصلی سفر در ابتدا، آمادگی برای ساخت فیلمی بلند بود، ولی کیارستمی ویرایش کامل فیلم را از طریق قطعه‌های ویدیوئی به دست‌آمده تمام کرد.

پرتره کیارستمی

جف اندرو منتقد کمپانی تایم اوت، در مورد فیلم کیارستمی می‌گوید: «مانند ۴ اثر قبلی‌اش، این فیلم هم در مورد مرگ نیست ولی در مورد مرگ و زندگی است: دربارهٔ اینکه آن‌ها چگونه با هم ارتباط دارند و ما چه نگرشی را در مورد همزیستی آنان داریم.»
در سال ۲۰۰۲ میلادی، کیارستمی فیلم ده را کارگردانی کرد. در این فیلم زنی درون خودرویی نشسته است و در ده سکانس با ده شخص گفتگوهایی انجام می‌دهد و نمایی از زندگی زن امروزی در ایران را نشان می‌دهد. در این فیلم شخصیت اصلی داستان با پسرش، خواهرش، یک عروس آینده، یک روسپی و پیرزنی مذهبی گفتگو می‌کند. این سبک فیلم‌سازی توسط بسیاری از منتقدان حرفه‌ای همچون آو اسکات مورد تجلیل قرار گرفت. اسکات در نیویورک تایمز می‌نویسد: «کیارستمی علاوه بر اینکه شناخته‌شده‌ترین کارگردان ایرانی در سطح بین‌المللی در دههٔ گذشته بوده است، جزو پیشروان سینمای خودرو نیز هست … او می‌داند خودرو مکانی‌ست برای تفکر، مشاهده و بالاتر از همه، صحبت کردن.».کایه دو سینما نیز این فیلم را جزو ۱۰ فیلم برتر دهه ۲۰۰۰ معرفی کرد و این فیلم نامزد دریافت نخل طلایی جشنواره فیلم کن ۲۰۰۲ شد.
در سال ۲۰۰۳ میلادی، کیارستمی فیلم پنج را کارگردانی کرد. فیلمی شاعرانه، بدون هیچ دیالوگ و شخصیتی، فیلمی که هر بخشش تنها یک نمای طولانی ثابت است که حدود ده تا بیست دقیقه طول می‌کشد و جمعاً این مجموعهٔ یک ساعت و پانزده دقیقه‌ای را می‌سازد. کیارستمی قبل از نمایش فیلم از تماشاگران خواست که اگر خسته شدند، لطفاً سالن را ترک نکنند، چشمان‌شان را ببندند و فقط به صداها گوش کنند: «شما این شانس را دارید که فیلم‌های دیگری را در سینماهای دیگر و در زمان‌های دیگر ببینید، اما این فیلم، برای اولین بار، و امیدوارم نه برای آخرین بار به نمایش گذاشته می‌شود و من مطمئنم که شما موفق به تماشای چنین فیلمی در هیچ سینمایی نخواهید شد پس تا آخر بنشینید و تمام آن را ببینید.»
فیلم دارای ۵ قسمت است و با نماهایی طولانی که به‌صورت پی در پی با دوربین دی وی بر روی دست در امتداد سواحل شهر خیخن در استان آستوریاس اسپانیا فیلمبرداری شد. جف اندرو در مورد فیلم گفت: «این فیلم بیش از چند تصویر زیباست». او می‌افزاید: «با چینشی منظم شامل رنگین کمانی از روایت‌های انتزاعی و احساسی هستند که از جدایی و کنج خلوت به‌سوی جامعه، از حرکت به سوی سکون، از سکوتی نسبی به صدا و آواز، روشنایی به تاریکی و دوباره از تاریکی به روشنایی حرکت می‌کنند و به نوزایی و تجدید حیات پایان می‌پذیرند.» وی در این دهه جایزه آکیرا کوروساوا جشنواره بین‌المللی فیلم سان فرانسیسکو برای یک عمر دستاورد هنری و دو مدرک بزرگ دکترای افتخاری اکول نرمال سوپریور و دانشگاه سوربن را به دست آورد.
سالِ ۲۰۰۴ میلادی ۱۰ روی ده را ساخت: فیلمی مستند که در حینِ رانندگی گرفته بود و ده درس دربارهٔ ساختِ فیلم را به مخاطب توضیح می‌داد. سراسرِ فیلم توسّطِ دوربینی ثابت که در ماشین نصب شده‌بود گرفته شد که یادآور شیوهٔ فیلمبرداریِ طعم گیلاس و ده بود. در سال‌های ۲۰۰۵ و ۲۰۰۶ میلادی فیلمِ جاده‌های کیارستمی را کارگردانی کرد: مستند ۳۲ دقیقه‌ای، ترکیبی از تصویر و شعر و موسیقی که با فیلم‌های سیاه و سفید ساخته شده است. تصویر پایانی فیلم شامل انفجاری مهیب است که به همهٔ آثار زندگی پایان می‌دهد. کیارستمی این فیلم را بر پایهٔ برخی از قطعه‌های مجموعه عکس‌هایی با نام «جاده‌ها» که خودش طی سال‌های متمادی با گذر از جاده‌های گوناگون گرفته، ساخته است. مجموعه عکس‌های جاده‌ها پیش از ساخت فیلم در نمایشگاه‌های گوناگون داخلی و خارجی به نمایش گذاشته شده بودند.
در سال ۲۰۰۵ میلادی او در ساخت فیلمِ سه‌اپیزودیِ بلیت‌ها با ارمانو اولمی و کن لوچ همکاری کرد. هر سه اپیزود، از جمله اپیزودی که کیارستمی ساخت، در قطاری در حال عبور از ایتالیا اتفاق می‌افتاد. در نوامبر ۲۰۰۷ گاردین در گزارشی کیارستمی را در رتبهٔ ششمِ چهل کارگردان برتر معاصر سینمای جهان قرار داد.
در سال ۲۰۰۸ میلادی فیلم شیرین توسط کیارستمی کارگردانی شد. این فیلم تصویرگر نگاه ۱۱۳ بازیگر زن، بدون هیچ سخنی به دوربین فیلمبرداری است، در حالی که صداهایی از قرائت داستانِ خسرو و شیرین نظامی گنجوی بازنوشتهٔ محمّد رحمانیان به گوش می‌رسد. همهٔ بازیگران فیلم، به‌جز ژولیت بینوش، ایرانی و همگی از هنرپیشگان حرفه‌ای سینما هستند. این فیلم نامزد جایزه بهترین فیلم خارجی زبان جشنواره فیلم ونیز در سال ۲۰۰۸ شد.

### دههٔ ۱۳۹۰

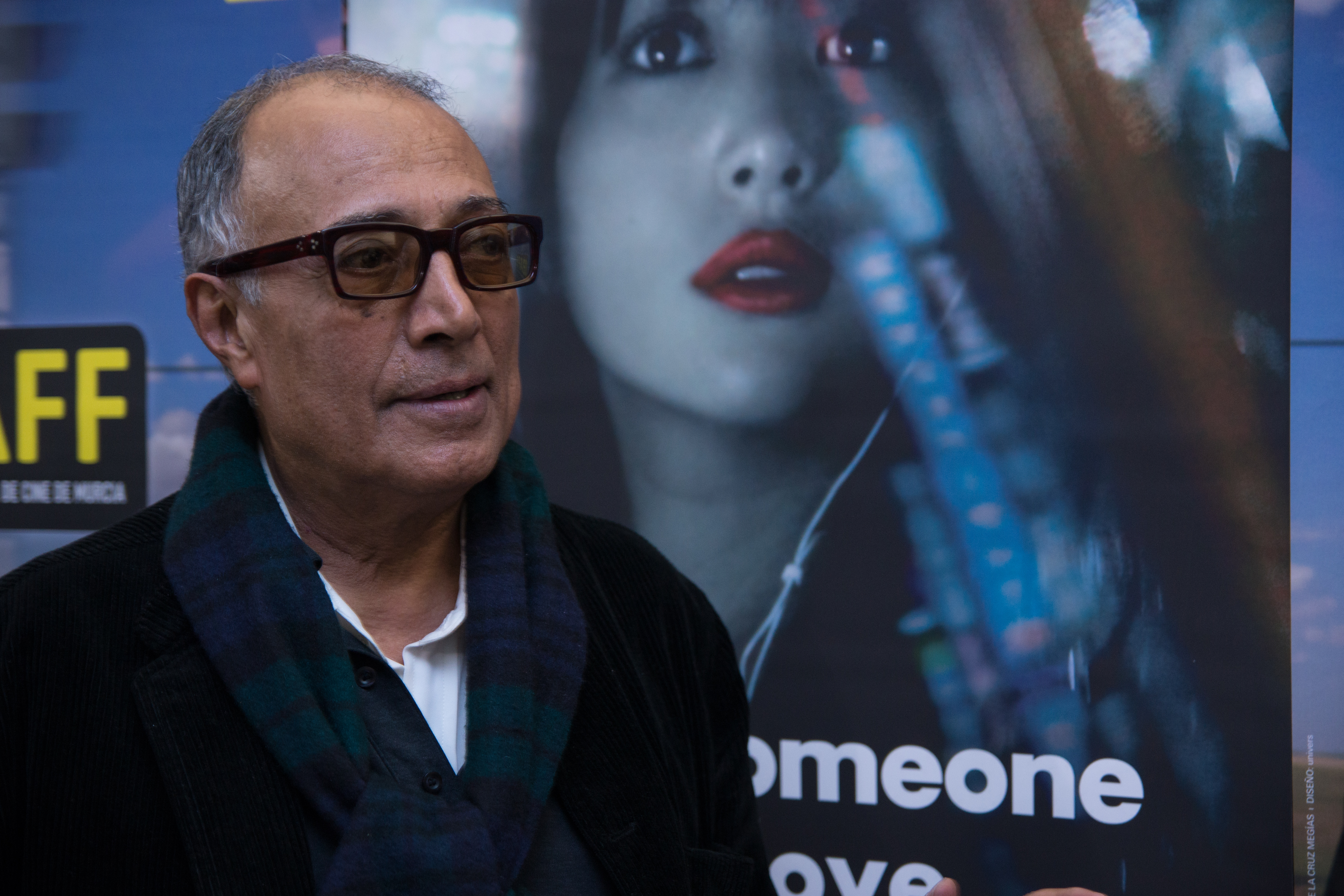
کیارستمی در مورسیا اسپانیا ۲۰۱۳

کپی برابر اصل ۲۰۱۰ با هنرنمایی ژولیت بینوش که در توسکانی فیلم‌برداری شد، نخستین فیلم کیارستمی بود که در خارج از ایران تولید و فیلم‌برداری می‌شد. این فیلم از داستان رویارویی یک زن فرانسوی با یک مرد انگلیسی سخن می‌گفت. این فیلم در سال ۲۰۱۰ در جشنوارهٔ فیلم کن پذیرفته شد. پیتر بردشاو از گاردین این فیلم را «عجیب و جذاب» توصیف کرده بود و گفته بود که کپی برابر اصل به پردازش نمای یک ازدواج می‌پردازد ژولیت بینوش در این فیلم نقش زنی پرانرژی ولی با رفتارهایی ساختگی و گیج‌کننده یا به عبارت ساده‌تر زنی عجیب را دارد - آدمی تحصیل کرده که به نظر در زمینه‌هایی ناموفق است. او نتیجه‌گیری کرده بود که «این کار، به‌طور قطع یک نمونه از تکنیک‌های ترکیبی کیارستمی بوده است که لزوماً نمونهٔ موفقی نیست.» در مقابل راجر ایبرت فیلم کیارستمی را برجسته دانسته و به این نکته اشاره کرده است که: «روش کیارستمی در پدیدآوردن فضا و دادن حس به فیلم برجسته است.» بینوش برای بازی در این فیلم، جایزهٔ بهترین بازیگر نقش اول زن را در جشنوراه کن به دست آورد. روزنامه لوموند در مورد کپی برابر اصل نوشت: «عباس کیارستمی، معروف‌ترین فیلم‌ساز ایرانی و از بزرگ‌ترین کارگردانان جهان، به دور از هیاهو، اکنون در ایتالیا به‌سر می‌برد و فیلم «کپی برابر اصل» را که «ژولیت بینوش» در آن نقش‌آفرینی دارد، مقابل دوربین برده است. دوری از ایران و ساخت فیلمی در ایتالیا انقلابی در سینمای کیارستمی است.» کیارستمی برای کپی برابر اصل برای چهارمین بار نامزد دریافت نخل طلایی جشنواره فیلم کن شده بود. وی همچنین برای این فیلم جایزه جوانان جشنواره فیلم کن و جایزه بهترین فیلم خارجی زبان انجمن منتقدان فیلم دالاس‌فورت وورث را به دست آورد. آسوشیتدپرس به‌عنوان یکی از بزرگ‌ترین سازمان‌های رسانه‌ای جهان همسو با بسیاری دیگر از رسانه‌های بین‌المللی فهرستی از ۱۰ اثر برتر سینمایی در یک دهه اخیر را منتشر کرد. این رسانه با جای دادن نام فیلم «کپی برابر اصل» را در این فهرست، آن را آغازگر جسور برای سینمای دهه اخیر خواند. فیلم بعدی کیارستمی به نام مثل یک عاشق ۲۰۱۲ که در ژاپن فیلمبرداری شد، بازخوردهای گوناگونی داشت. کیارستمی برای مثل یک عاشق برای پنجمین بار نامزد دریافت نخل طلا جشنواره کن شده بود. در سال ۲۰۱۳ نشان افتخار دولت ژاپن و در سال ۲۰۱۴ نشان دکوراسیون علوم و هنر اتریش به او اهدا شد.

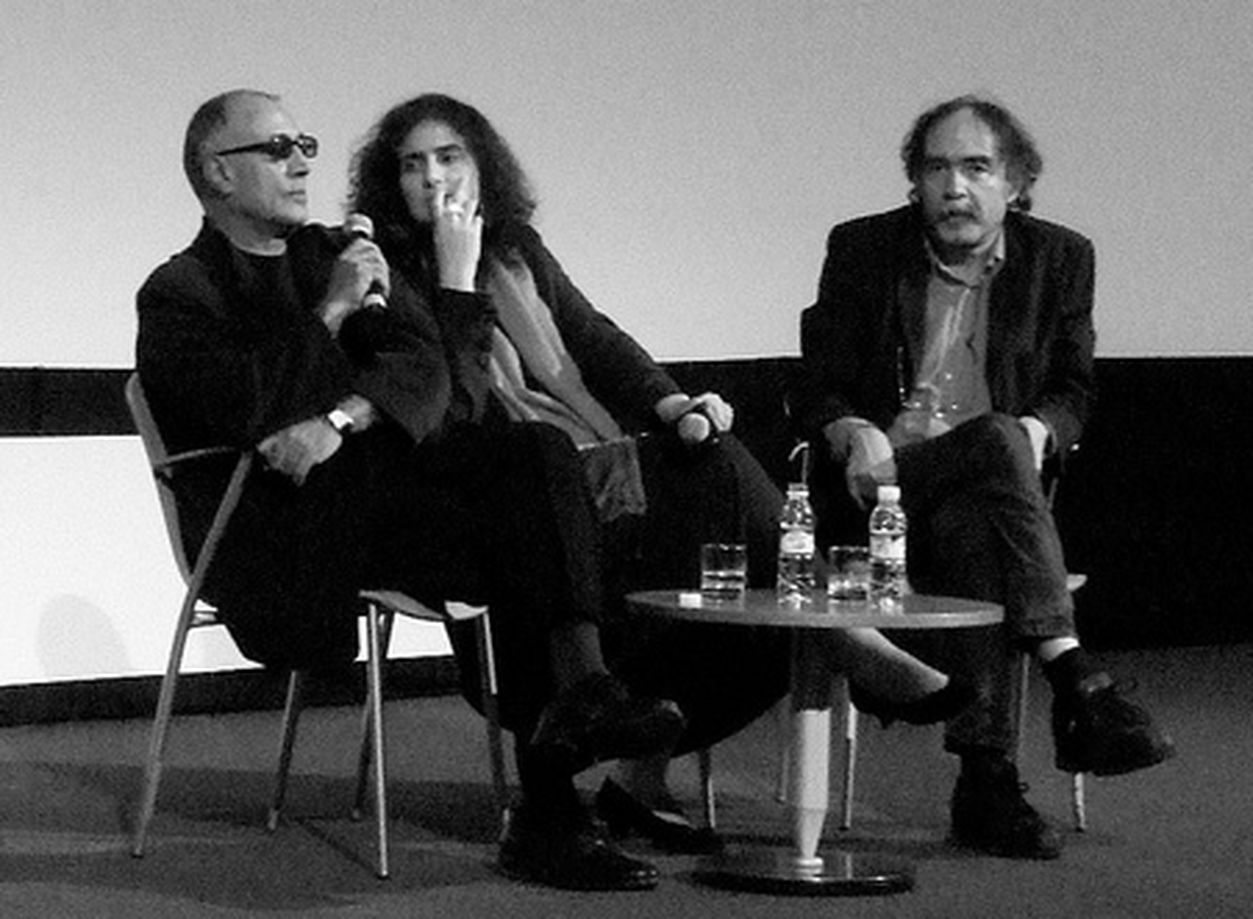
کیارستمی در جشنوارهٔ استوریل، ۲۰۱۰

### داوری در جشنواره‌ها
کیارستمی در بسیاری از جشنواره‌های فیلم به عنوان داور حضور داشته است که می‌توان از جشنواره فیلم کن در سال‌های ۱۹۹۳، ۲۰۰۲، ۲۰۰۵ و ۲۰۱۴ به عنوان برجسته‌ترین آن‌ها یاد کرد. همچنین در سال ۲۰۰۵ سرپرست داوران در بخش دوربین طلایی جشنوارهٔ فیلم کن بود. او در سال ۱۹۸۵ در جشنوارهٔ فیلم ونیز در سال ۱۹۹۰ در جشنوارهٔ فیلم لوکارنو در سال ۱۹۹۶ در جشنوارهٔ فیلم سن‌سباستین، در سال ۲۰۰۰ در جشنواره فیلم کارلووی واری، در سال ۲۰۰۴ در جشنواره فیلم سائو پائولو، در سال ۲۰۰۷ در جشنوارهٔ فیلم کانال بیو به عنوان سرپرست داوران و در سال ۲۰۱۱ در جشنواره فیلم کاستندورف به داوری پرداخت. او در بسیاری از جشنواره‌های فیلم در سراسر اروپا مانند جشنوارهٔ فیلم استوریل پرتغال، به‌طور مرتب حضور داشت.
وی همچنین سرپرستی داوران در بخش فیلم کوتاه جشنوارهٔ فیلم کن را در سال ۲۰۱۴ عهده‌دار بوده است.

### تحلیل سبک
در کتاب کیارستمی، سینمای شعر و تجدد که در اتریش منتشر شد به تحلیل یک شکل از سینما کیارستمی می‌پردازد. پیشینه تصویری کیارستمی در تکوین زیبایی‌شناسی نقش عمده داشته و آن را از دقت بصری انباشته است. کادربندی، پرسپکتیو، تأثیرات سایه روشن، پلان‌بندی سطح عکس یا تابلو و دقت در اجزای نما برای او اهمیتی وافر داشته است. او بعدها با نگاه ساده و بی‌پیرایه به جریان زندگی، به فرم‌های متنوع و سبکی پیچیده‌تر می‌رسد. در ترکیبی سنجیده از نماهای دور و پلان‌های تودرتوی طولانی، سبکی فرامی‌روید که لحن شاعرانهٔ آن محسوس است، اما تحلیل آن چندان آسان نیست.

## دیگر کارها
کیارستمی تجربه‌هایی گوناگون در کارهای مختلف مانند آهنگسازی، طراحی صحنه و پوستر و لباس، تدوین و حتی بازیگری و رهبری اپرا داشت. وی همچنین در عکاسی طبیعت شناخته بود. کیارستمی به همراه ژان کوکتو، ساتیاجیت رای، درک جارمن
، آلخاندرو خودوروفسکی و ریدلی اسکات، فیلمساز دیگری بود که در ژانرهای دیگر مانند شعر، طراحی صحنه، نقاشی یا عکاسی نگاه خود را بیان داشت.

### نویسندگی
کیارستمی در اواخر زندگی کتاب‌هایی از ادبیات کلاسیک ایران به نام‌های حافظ به روایت عباس کیارستمی، سعدی از دست خویشتن فریاد، آتش در باد جزئی از کلیات شمس، آب (نیما یوشیج به روایت عباس کیارستمی) و شب (گزیده اشعار شاعران کلاسیک و معاصر ایران با موضوع شب) منتشر کرد. ترجمه انگلیسی شعرهای اصلی کیارستمی و شعرهای گزیده شاعران معاصر و کلاسیک ایران به انتخاب عباس کیارستمی را در سال ۲۰۱۵ میلادی در قالب طرح سینمای شاعرانه کیارستمی، ایمان توسلی و پال کرونین در نیویورک آمریکا به چاپ رساندند.

### عکاسی
عکاسیِ کیارستمی به سالِ ۱۳۵۷ برمی‌گردد، به عنوان کارگردان فیلم. عکس‌هایی که در آن زمان گرفته است مربوط به فصل زمستان بود. او مجموعه‌های عکسی به نام‌های «زمستان»، «باران»، «دیوارها»، «تک‌درخت‌ها»، «کلاغ‌ها» و «پله‌ها» داشت. او معمولاً از موضوعات یا اشیا مختلف عکاسی نمی‌کرد، به‌طور خاص روی یک موضوع تمرکز می‌کرد. وقتی از دیوارها عکس می‌گرفت، چیزی جز دیوارها نمی‌دید. سالها بود که فقط از تک درخت‌ها عکس می‌گرفت. موضوع عکاسی عباس کیارستمی اطراف ایران است. او از شهر تهران مسافرت می‌کند، بعضی اوقات به شمال، به سمت دریای خزر و گاهی تا کردستان، در نزدیکی مرز عراق. عکس‌ها در سکوت و سادگی خود، برای کیارستمی در زمانی که از آن‌ها گرفته شده است و همچنین برای بیننده، کاملاً قابل تأمل است. عکس‌های کیارستمی تمایل دارند تا مضامین متداول‌تر منظره و طبیعت را به تصویر بکشند.
تپه‌های ثابت، آسمان بزرگ و وسعت پوشیده از برف یادآور مناظر سنتی بتونی است. با این حال، نشانه‌های تمدن در عکس‌ها کاملاً همه گیر است. این یادآوری‌ها ناچیز و اساسی‌ترین مراحل توسعه اجتماعی است که تقریباً از این رو از شناسایی جدا می‌شوند. مهم‌تر از همه، کیارستمی تصمیم گرفته است تا خود را با جنبه‌های طبیعت گرایش دهد. تغییرات مربوط به فصول سال، زمین متنوع، نوسانات و کیفیت نور. عکس‌ها لذت و استقبال کیارستمی را از زیبایی‌هایی که وی برای تجربه و جاودانگی به دنبال دارد، نشان می‌دهد و به اشتراک می‌گذارند. او قبلاً از رنگ‌های منفی استفاده کرده است. اما دریافت که رنگ بی‌معنی است و هیچ نقشی در طبیعت زمستان ندارد. از آن پس تصمیم گرفت عکس‌های سیاه و سفید بگیرد. مجموعه عکاسی «عکس‌های بدون عنوان» وی، مجموعه‌ای بیش از ۳۰ عکس، که اساساً از مناظر برفی است که در سال‌های ۱۳۵۶ تا ۱۳۸۱ در زادگاهش تهران گرفته شده است. کیارستمی با گرفتن مجموعه تصاویری که از درون ماشین شخصی‌اش و از پشت شیشه جلوی آن به ثبت رسانده، رویکرد ساده ای به سوژه‌های عکاسی دارد. با این حال، این صحنه‌های ظریف نشانگر لحظات قابل تعمق و شاعرانه برای لذت بردن و رهایی از زندگی شهری و نشان دادن فرار به دنیای طبیعت است. وی قصد ندارد طبیعت را بیشتر از آنچه است یا انتزاعی‌تر از آنچه واقعاً است نشان دهد. اما برخی از جزئیات عکس‌ها بخش‌هایی از طبیعت هستند که به انتزاع عکس می‌افزایند. نکته دیگر که مخاطب را تحت تأثیر قرار می‌دهد این است که بسیاری از عکس‌ها در یک روز آفتابی گرفته شده‌اند، بنابراین مقدار زیادی نور وجود دارد، دو عنصر متضاد وجود دارد و احساس سکون پس از وقوع یک رویداد است. مجموعه عکس «به من نگاه کن» در حالی که در قید حیات بود به نمایش در نیامده است، تصاویری است که توسط کیارستمی در بازدیدهای متعدد وی از موزه لوور در فرانسه گرفته شده است. کیارستمی از سال ۱۳۷۴ تا ۱۳۹۰ از تعامل بازدیدکنندگان با آثار موجود در سالن نقاشی و مجسمه‌سازی موزه عکس گرفت و در نتیجه مجموعه‌ای از عکس‌ها در موزه ملی ایران به نمایش درآمد.
نمایشگاه‌های عکس کیارستمی در ایتالیا، انگلیس، ژاپن، چین و موزه هنرهای معاصر تهران برپا شده است. در حراج کریستی خاورمیانه به تاریخ ۱ مه ۲۰۰۸ میلادی، عکسی از کلکسیون عکس‌های عباس کیارستمی به قیمت حدود ۱۳۰ هزار دلار فروخته شد در ادامه این کار نمایشگاه دیگری از آثار کیارستمی در موزه هنر شهر امپراتوری، در قلب پکن برگزار شد. همچنین او دو نمایشگاه عکس در گالری گلستان برگزار کرد.
ژان میشل فرودون عکاس، محقق سینما و رئیس سابق کایه دو سینما که به تازگی کتابی دربارهٔ عکس‌های کیارستمی منتشر کرده است در یک نشست مجازی دربارهٔ نگاه عباس کیارستمی به عکاسی گفت:
تنها من نبودم که این کتاب را نوشتم، درواقع این کتاب را به همراه انستی ویکتور، هنرمند فرانسوی که دربارهٔ سینمای ایران و سینمای کیارستمی زیاد می‌داند به انجام رساندیم. در درجه دوم این کتاب دربارهٔ کیارستمی به عنوان یک عکاس نیست بلکه به عنوان یک هنرمند است؛ به گونه‌ای که در کتاب عکاسی او، نگاهش به سینما و فیلم‌هایش را هم مورد بررسی قرار دادیم.
فرودون دربارهٔ چگونگی شکل گرفتن این کتاب و دربارهٔ ارتباط فیلم، عکس‌ها و شعرهای کیارستمی گفت: زمانی که کیارستمی شروع به عکاسی کرد، جنگ ایران و عراق آغاز شده بود و ساخت فیلم در آن زمان تا حدودی غیرممکن بود. در نتیجه او عکاسی را به عنوان یک هنر جنبی در کنار سینما انتخاب و روی آن زیاد تمرین کرد؛ همانگونه که در کنار عکاسی نقاشی می‌کرد و به شعر هم علاقه داشت و می‌سرود. درواقع او عکاسی را برای خودش آغاز کرد نه هنری که بخواهد آن را با دیگران به اشتراک بگذارد یا به عنوان یک پروسه هنری به آن نگاه کند. در بازار کار هم قصد استفاده از این حوزه را نداشت و صرفاً برای لذت شخصی در حدود ۱۰ سال به آن پرداخت.
کیارستمی مسافت‌های بسیار طولانی را در کشورش می‌پیمود و از طبیعت و حیوانات عکاسی می‌کرد. در طول سفرهایی که به شهرهای ایران داشت، هدفش نشان دادن زیبایی‌های طبیعت ایران بود. عنصری که در عکس‌های کیارستمی زبانزد است، برف است که یکی از مهم‌ترین مناظر طبیعی است که او همیشه در عکس‌هایش دارد.

### عنوان‌بندی و طرّاحیِ پوستر
به همین سادگی و یک حبه قند دو فیلم ساختهٔ رضا میرکریمی بود که عنوان‌بندیِ آن به خطِ کیارستمی نوشته و پوستر آن را نیز او طراحی کرده بود. طراحی پوستر و ساخت تیتراژ دو فیلم از مسعود کیمیایی با نام قیصر، رضا موتوری و همچنین فیلم‌های پنجره، حکیم‌باشی و وسوسه شیطان نیز از دیگر فعالیت‌های کیارستمی در زمینه طراحی تیتراژ بود.
همچنین کیارستمی پوستر اصلی یازدهمین جشن بزرگ سینمای ایران را طراحی کرد. تصویر پوستر جشن یازدهم یکی از عکس‌های مجموعه برف عباس کیارستمی است. در این پوستر دو درخت سبز بر زمینه سفید، نمادی از برگزاری یازدهمین جشن سینمای ایران است.

### کارگاه‌های آموزشی
کیارستمی در سال‌های آخرش کارگاه‌های آموزشیِ متعدّدی در شهرهای مختلفِ ایران، کلمبیا، انگلستان، فرانسه و اسپانیا برای هنرجویان برگزار کرد. او زمانی به فرانس پرس گفته بود: «هر سال در چهار یا پنج کارگاه که هر کدام ده روزی به طول می‌انجامد، شرکت می‌کنم و هر بار سعادت بزرگی برای من است. بسیار مشتاق و بی تاب برای این کار هستم؛ چون همیشه علاقه‌مندم از زمان خود استفاده‌ای کنم.» او اضافه کرده بود: «زمانی از خودم احساس رضایت دارم که به این جوان‌ها بیاموزم و مطمئن هستم همان اندازه که به جوانان تدریس می‌کنم از آن‌ها یادمی‌گیرم.»

### موسیقی
کیارستمی رهبری دو گروه اپرا را نیز در شهرهای پاریس و لندن به عهده داشت. او سابقه اجرای موفقیت‌آمیز اپرای همه زن‌ها اینگونه‌اند در جشنواره هنری فرانسه را در کارنامه خود دارد. همچنین عباس کیارستمی طراحی دکور صحنه، طراحی پوستر، بروشور و بلیت‌های کنسرت‌های پرویز مشکاتیان را انجام داده است. کیارستمی همچنین دو اپرای دیگر را در سالن اپرای ملی انگلیس در لندن در سال ۲۰۰۴ اجرا کرد.

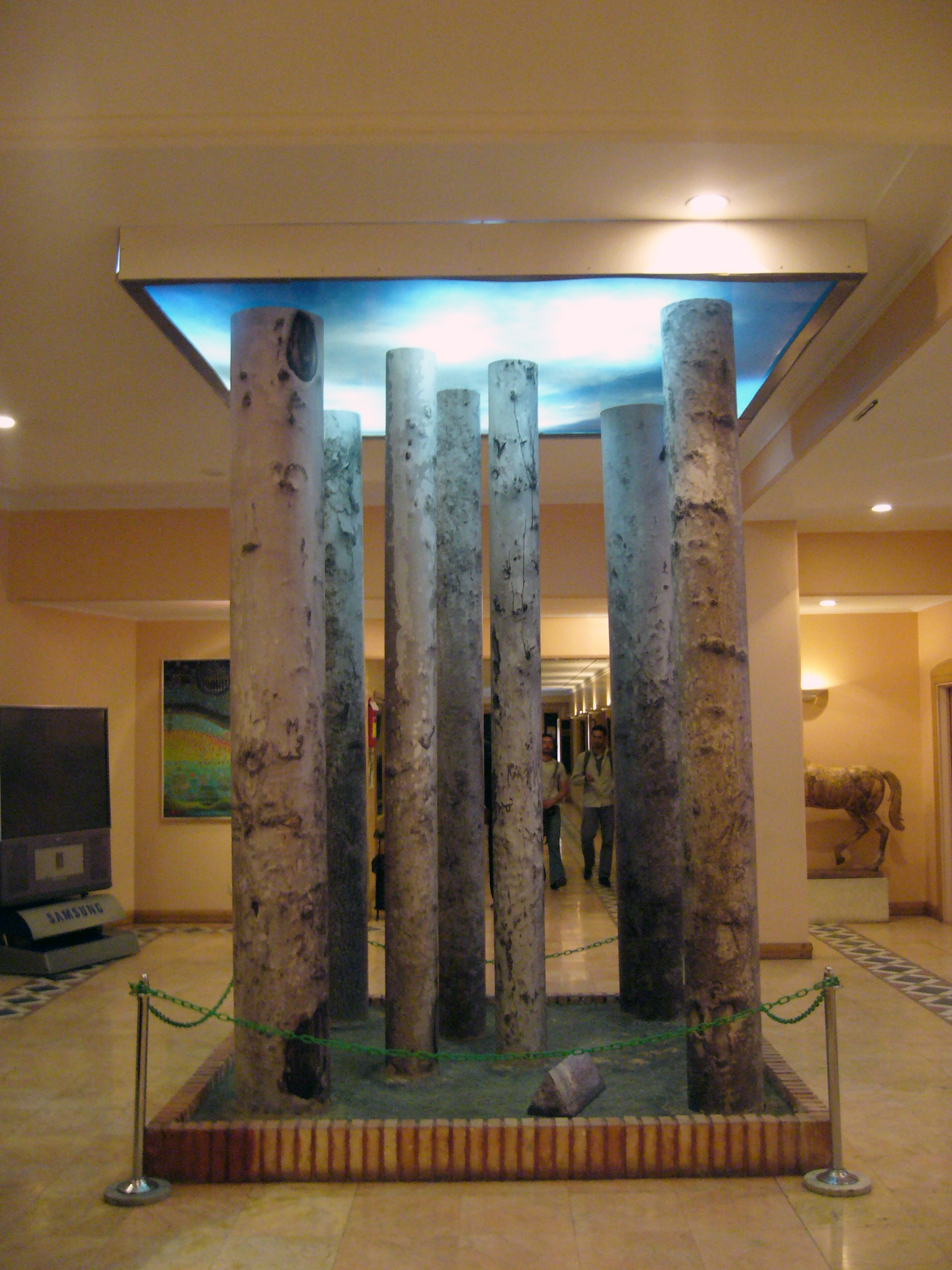
چیدمانِ هفت چنار؛ چیدمان عباس کیارستمی منتخب چهارمین جشن تصویر ایران، (نصب شده در خانه هنرمندان ایران)

### معماری
کیارستمی داور سومین دوره جایزه معماری میر میران بود و همچنین در کنار ناصر تقوایی، بهمن جلالی و سیف‌الله صمدیان به داوری اولین مسابقه عکس فرش دست باف در ایران پرداخت. کیارستمی به همراه چند تن از معماران ایرانی نیز نمایشگاه آثار معماری هفتم را برگزار نمود.

### شعر
یک مجموعهٔ دوزبانهٔ شعر از کیارستمی با بیش از ۲۰۰ شعر با نام «همراه با باد» توسّطِ انتشارات دانشگاه هاروارد منتشر شد. استادان دانشگاه کا فوسکاری ونیز اشعار او را تحلیل کرده‌اند. نتایج تجزیه و تحلیل نشان می‌دهد که چگونه رفتار کیارستمی با واقعیت نامشخص در اشعار و فیلم‌های او مشابه است. اشعار عباس کیارستمی نخستین بار توسط خانه ادبیات فرانکفورت در کشور آلمان در نمایشگاه بین‌المللی کتاب فرانکفورت سال ۲۰۰۴ به چاپ رسید. این کتاب که در زبان آلمانی «به همراهی باد» نام دارد. «گرگی در کمین» دیگر سروده وی به‌صورت دو زبانه فارسی و انگلیسی است که توسط کریم امامی و مایکل بی‌یرد ترجمه شده است.

## عقاید و نظرها

### عقایدِ سیاسی
کیارستمی با اشاره به دو مشارکت سیاسی خود در سن ۱۵ سالگی و همچنین در انقلاب سال ۱۳۵۷، گفته‌بود که دیگر هیچگاه مشارکت سیاسی نخواهد داشت او همچنین انقلاب را دارای انگیزه‌های مشروع ولی غیر عقلانی و احساسی می‌دانست که باعث از بین رفتن قانون‌گرایی می‌شود. او در مصاحبه‌ای در سال ۲۰۰۷ دربارهٔ محمود احمدی‌نژاد گفت: «من فکر می‌کنم او کارش را خوب انجام نداد. او با وعدهٔ رفع مشکلات اقتصادی به قدرت رسید که هیچ‌کدام از آن‌ها را عملی نکرد.»

کیارستمی در شصت و پنجمین جشنوارهٔ فیلم ونیز، ۲۰۰۸

در جواب نامهٔ سرگشادهٔ بهمن قبادی به عباس کیارستمی، کیارستمی اذعان داشت که وی با فیلم‌های شعاری سیاسی موافق نیست چون فیلم‌های سیاسی تاریخ مصرف دارند و ارزش هنر را پایین می‌آورند. کیارستمی در جشنوارهٔ فیلم سان فرانسیسکو سال ۲۰۰۰ جایزهٔ آکیرا کوروساوا خود را برای یک عمر فعالیت هنری در سینمای ایران به بهروز وثوقی هدیه داد.
او در مصاحبه‌ای با گاردین گفته بود: «در تمام فیلم‌ها خواسته‌ام این است که تصویری مهربان‌تر و صمیمی تر از انسانیت و کشورم را به نمایش بگذارم.» وی ادامه داده بود: «من مثل یک درخت هستم؛ درخت به‌خاطر اینکه از زمین رشد کرده و بیرون آمده، نسبت به آن احساس مسوولیت ندارد، بلکه باید میوه، برگ و شکوفه بیاورد. من هیچ وظیفه‌ای برای تصحیح شناخت اشتباه از کشور و فرهنگم ندارم. من چه کسی هستم که چنین وظیفه‌ای داشته باشم. ازسوی دیگر، تعداد کسانی که فیلم‌های مرا می‌بینند را با کسانی که تحت تأثیر رسانه‌های جمعی غرب هستند مقایسه کنید! من چه کاری می‌خواهم انجام دهم؟»

### جنگ ایران و عراق
کیارستمی در سال ۱۳۹۳ در یک جلسهٔ پرسش و پاسخ با دانشجویان دانشگاه سیراکیوز جنگ ایران و عراق را «جنگی که هیچ مفهومی نداشت» توصیف کرده بود.
او بعداً در گفتگویی که در ایسنا منتشر شد، دربارهٔ این اظهار نظرش چنین گفت:
 «من جنگ را اساساً بیهوده می‌دانم و به این نمی‌شود شک داشت. اما مسئول جنگ کسی است که آغازش می‌کند نه کسی که دفاع می‌کند. بله هنوز هم می‌گویم و از این جمله خود ذره‌ای عقب‌نشینی نمی‌کنم که ما درگیر جنگی شدیم که هیچ مفهومی نداشت. اما این جنگ به ما تحمیل شد و نمی‌خواستیم درگیر این جنگ بی‌مفهوم شویم. درست است که هردو طرف در جنگ سهیم هستند اما مسئول کسی است که آغاز می‌کند.»

### سانسور
مارتین اسکورسیزی با ذکر تلاش فراوان دولت ایران برای سانسور فیلم ده از این موضوع انتقاد کرد و گفت که سانسور هیچگاه خوب نخواهد بود.
در سال ۱۹۷۷ میلادی وزارت آموزش و پرورش وقت خواستار آن شد که قسمتی از فیلم کیارستمی که زنان به صورت محجبه بودند حذف شود اما با مخالفت کیارستمی با این حذف، از نمایش فیلم جلوگیری شد. پس از انقلاب ۱۳۵۷ نیز صحنه‌های دوباره گرفته‌شدهٔ بدون حجاب فیلم به نمایش در نیامد.
کیارستمی دربارهٔ سانسور در مصاحبه ای با فرانس ۲۴ بعد از دریافت جایزهٔ نخل طلای کن ۱۹۹۷ گفت: «من هیچ‌گاه با سانسور کنار نیامده‌ام بلکه همیشه از روی آن پریده‌ام. من هیچ کاری را که برخلاف میلم و باورم باشد انجام ندادم و نخواهم داد. ما همیشه با مسئله سانسور مواجه بودیم نه به عنوان هنرمند بلکه به عنوان یک شهروند. من با سانسور مشکلی ندارم نه به عنوان اینکه این موضوع را تأیید کنم نه اما می‌گویم شما کار خودتان را بکنید و ما هم کار خودمان را و در آخر می‌بینیم که چه کسی می‌ماند.» کیارستمی بعد از این برای نخستین بار در یک رویداد عمومی در تهران علیه سانسور لب به اعتراض گشود و با تشویق حضاری روبرو شد که تعجب‌زده بودند؛ فیلمسازی که پیشتر سانسور را به نوعی توجیه کرده بود.

### سیاست در آثار کیارستمی
هیچ فیلمی غیرسیاسی نیست. در هر فیلمی مسائل سیاسی مطرح می‌شوند.

کیارستمی
آثار کیارستمی خالی از نگاه سیاسی نیست. در فیلم ده، یک زن در سطح شهر تهران رانندگی می‌کند. به نوشته پیتر بردشاو، «حضور یک زن به عنوان راننده در منطقه‌ای مانند خاورمیانه، که بسیاری با رانندگی زنان مخالفند، معنایی سیاسی و فمینیستی دارد.»
منتقدان کیارستمی اما معتقدند فیلم‌های او سویه سیاسی ندارد و نحوه فیلم‌سازی او در دوران انقلاب را دلیل انتقاد خود می‌دانند. پس از انقلاب با تغییر ساختار اجتماعی و سیاسی ایران کارگردانان ایرانی فیلم‌هایی با تم سیاسی و اجتماعی ساختند. بهرام بیضایی با مرگ یزدگرد، مسعود کیمیایی با خط قرمز و داریوش مهرجویی با مدرسه‌ای که می‌رفتیم گرفتارِ سانسور شدند. کیانوش عیاری فضای انقلاب را در فیلم تازه‌نفس‌ها نمایش داد. فیلم‌سازان یکی یکی دچار سانسور می‌شدند اما کیارستمی مشکل چندانی پیدا نکرد. مجموعه‌فیلم‌های کیارستمی در روزهای پس از انقلاب این فیلم‌ها هستند: «بهداشت دندان» دربارهٔ لزوم نظافت دندان، «به ترتیب یا بدون ترتیب» دربارهٔ لزوم رعایت نظم توسط بچه‌ها، «همسرایان» دربارهٔ پیرمردی که به علت نبردن سمعک همراه خود در خیابان دچار مشکل می‌شود، «همشهری» دربارهٔ مقررات راهنمایی و رانندگی و نحوه برخورد با پلیس راهنمایی و اولی‌ها دربارهٔ کلاس اولی‌هایی که در روز اول مهر به مدرسه می‌آیند.

### در ستایشِ زندگی
کیارستمی، ستایشگر زندگی و طبیعت بود و بیشتر فیلم‌هایش را در ستایش زندگی و طبیعت ساخته است. به گفتهٔ خودش زندگی منبع اصلی الهامش بود و جز یکی دو فیلم از جمله «تجربه» که بر اساس داستان کوتاهی از امیرنادری ساخت، همهٔ فیلمهایش را بر اساس ایده‌ها و فیلمنامه‌های خودش ساخت و از این نظر یک فیلم‌ساز به تمام معنی مؤلف محسوب می‌شود گفت: «زندگی در کار من تغییر بیشتری ایجاد می کنه تا تأثیر فیلم‌های دیگران. شاید کسانی که فیلم زیاد می‌بینند، بتوانند این تأثیر را از سینمای دیگران بگیرند اما از آنجایی که من همیشه چشم ام به زندگی است و هوش و حواسم به محیط اطرافم هست تقریباً می تونم بگم که آن چیزی که منو تغییر می ده، تجربه زندگی و محیط اطرافم هست نه سینما و ادبیات.»
او در فیلم‌های «زندگی و دیگر هیچ» و «زیر درختان زیتون» در میان ویرانه‌های زلزلهٔ رودبار و در فیلم «ای بی سی آفریقا» که دربارهٔ قربانیان بیماری ایدز در اوگاندا است، باز به دنبال نمایش جنبه‌های مثبت زندگی است. حتی در فیلم‌هایی مثل «طعم گیلاس» یا «باد ما را خواهد برد» که مشخصاً دربارهٔ مرگ است، باز هم شور زندگی و عشق به طبیعت موج می‌زند. در «طعم گیلاس»، آقای بدیعی خودکشی می‌کند اما فیلم با مرگ او تمام نمی‌شود. بدیعی در گور خود دراز می‌کشد و پردهٔ سینما تاریک می‌شود اما کیارستمی فیلم را در تاریکی تمام نمی‌کند. او به زندگی و تپه‌های اطراف تهران برمی گردد و گروه فیلمبرداری و آقای بدیعی و سربازان را نشانمان می‌دهد. کیارستمی به عنوان پیرو مکاتب خیام و حافظ، در فیلم‌هایش بارها بر غنیمت شمردن حال تأکید و در گفت‌وگویی نیز اشاره کرده: «انسان در هر لحظه تازه می‌شود.» وی با این نگرش به هستی، باید هم در آثارش این‌چنین میل به بقا و زیستن دیده شود. همان‌طور که حافظ در اشعارش ما را به زندگی فرا می‌خواند و اعتقاد دارد انسان برای یافتن آرامش قبل از هر چیز باید به خود رجوع کند. کیارستمی نیز در فیلم‌هایش با برجسته ساختن زیبایی‌های دنیا به جدال با نیستی می‌رود و مخاطبش را از لزوم انتخاب شیوه درست نگاه کردن به زندگی آگاه می‌سازد. کیارستمی در یکی از مصاحبه‌هایش، به این مطلب اشاره کرد که برای او منابع اصلی الهام چیزی نیستند جز انسان‌ها و طبیعت. او در جای دیگری نیز عنوان کرده که هیچ‌کدام از شخصیت‌های فیلم‌هایش را از ابتدا خلق نکرده و همه آن‌ها را بر اساس آدم‌هایی که دیده نوشته است.

## تمجید و نقدها از کیارستمی
ساتیاجیت رای که درگذشت خیلی ناراحت شدم اما با دیدن فیلم‌های کیارستمی خدا را شکر می‌کنم که جایگزینی برای او پیدا کردیم.

آکیرا کوروساوا

به جرئت می‌گویم که اگر عبّاس کیارستمی این راه کوتاه و باریک و بدون داشتن حد نصاب تخصّص و فهم در سینما را باب نمی‌کرد ما الآن به یک سینمای اجتماعی، حتّی به کلیدها رسیده بودیم.

مسعود کیمیایی در گفتگو با امید روحانی

به نظرم سینمای کیارستمی، میراث خام و ناتمامی است از پرویز کیمیاوی، فروغ فرخزاد، کامران شیردل و سهراب شهید ثالث.

احمدرضا احمدی در گفتگو با حمیدرضا صدر
کیارستمی برای کار خود مورد تحسین جهانی و مخاطبان قرار گرفته است و در سال ۱۹۹۹ با نظرسنجی منتقدان بین‌المللی به عنوان مهم‌ترین کارگردان سینمای ایران در دهه ۱۹۹۰ انتخاب شد. چهار فیلم او در شش نظرسنجی بهترین نظرسنجی سینماتک انتاریو در دهه ۹۰ قرار گرفت. وی از نظریه پردازان سینما، منتقدان و همچنین از همتایانی چون ژان لوک گدار، نانی مورتی، کریس مارکر و ری کارنی به رسمیت شناخته شده است. آکیرا کوروساوا در تمجید از کیارستمی گفت: "کلمات نمی‌توانند احساسات من در مورد آنها را توصیف کنند. وقتی ساتیاجیت رای درگذشت، من بسیار افسرده شدم. اما پس از دیدن فیلم‌های کیارستمی، خدا را شکر کردم که به ما شخص مناسبی را هدیه داد تا جای او را بگیرد. کارگردانان تحسین شده و جهان شمولی مانند مارتین اسکورسیزی دربارهٔ او اظهار نظر کرده‌اند. وی کیارستمی را نماینده بالاترین سطح هنری در سینما دانسته است. در سال ۲۰۰۶، هیئت منتقدان گاردین، کیارستمی را به عنوان بهترین کارگردان معاصر غیر آمریکایی معرفی کرد. در همین سال موزه هنر مدرن یکی از مهم‌ترین موزه‌های هنرهای مدرن جهان که در بخش منهتن، شهر نیویورک در ایالات متحده آمریکا قرار گرفته است، جشنواره ای از آثار کیارستمی را با عنوان عباس کیارستمی: تصویر ساز تشکیل دادند. در ادامه نیز مرکز ملی هنر و فرهنگ ژرژ پمپیدو مراسمی را در تکریم آثار کیارستمی برقرار کرد و به مرور آثار ساخته شده توسط این کارگردان پرداخت.
در حالی که کیارستمی برای چندین فیلم خود در سراسر جهان مورد تحسین قابل توجهی قرار گرفته است، دولت ایران از نمایش فیلم‌های وی خودداری کرده است.

فیلم‌های عباس کیارستمی را دوست دارم بارها و بارها ببینم. او شاعر بزرگی است.

برناردو برتولوچی در گفتگو با محمود بهرازنیا
شاید مهم‌ترین نقد به عباس کیارستمی در کتاب از پاریس تا تهران آمده است. مازیار اسلامی در کتاب از پاریس تا تهران می‌نویسد: درخشش کیارستمی محصول افتادن سینما در یک خلاء بود. سینمای اروپا که همیشه سعی داشت هژمونی خودش را در برابر هالیوود حفظ کند دنبال ستاره‌ای می‌گشت که جایگزین غول‌های سابق سینمای اروپا مثل فلینی، برگمان و آنتونیونی کند. چه کسی بهتر از یک ایرانی متعلق به جهان پُر رمز و راز شرق که فیلم‌هایش به لحاظ فرمال دقیقاً نقطه مقابل سینمای هالیوود بود و بازتابنده همان عرفان پست‌مدرنیستی مد روز در اروپا بود که جور دیگر دیدن را طلب می‌کرد.

## بیماری و مرگ

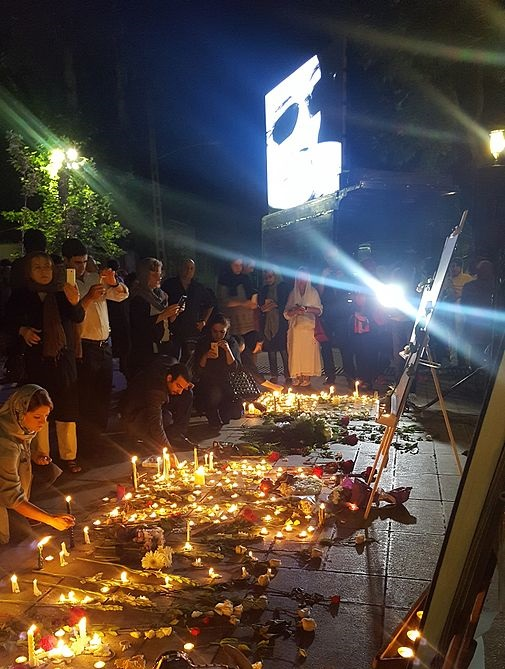
مراسم یادبود عباس کیارستمی در موزه سینمای ایران

۷ فروردینِ ۱۳۹۵ خبرگزاریِ آفتاب در وبگاهِ خود خبر داد که کیارستمی در پیِ شدّت گرفتنِ مشکلات جسمی با نظرِ پزشکان در بیمارستان بستری شد.
در تاریخ شنبه ۱۴ فروردین ۱۳۹۵ خبرگزاری ایسنا خبری مبنی بر اینکه عباس کیارستمی از سرطان دستگاه گوارش رنج می‌برد منتشر کرد.
کیارستمی به دلایل متعدد، از جمله خون‌ریزی داخلی، چهار عمل جراحی را پشت سر گذاشت. اولین عمل، عمل جراحیِ درمانی بود. دومین عمل به دلیل خونریزی داخلی صورت گرفت و سومین عمل برای برداشتن کیسه صفرا و آخرین عمل به دلیل عفونتِ پیشرفته بود. در ادامه، روند درمان وی رو به پیشرفت، گزارش شد و طول درمان، بنا به تشخیص تیم معالج برای کنترل شرایط بیماری، عباس کیارستمی در خواب مصنوعی به سر می‌برد. به گفته مشاور وزیر بهداشت یک تیم پزشکی باتجربه پیگیر درمان عباس کیارستمی بود. همچنین حسن قاضی‌زاده هاشمی، وزیر بهداشت به ملاقات کیارستمی رفت و از نزدیک روند درمان او را دنبال کرد.
در ۱۵ فروردین نیز بیماری سرطان وی تکذیب شد. در ادامه برای بازتاب اخبار بیماری و سلامتی وی، کانال تلگرامی با عنوان «اخبار مربوط به روند درمانی عباس کیارستمی» راه‌اندازی شد.
محمّد شیروانی، پس از ملاقاتِ کیارستمی در بیمارستان، مطلبی را در صفحه شخصی خود در فیس‌بوک نوشت که در آن از نارضایتی و انتقاد شدید کیارستمی از جراحی انجام‌شده خبر داد. در این یادداشت به نقل از کیارستمی گفته شد: من باورم نمی‌شه دیگه بتونم روی پا وایسم و فیلم کار کنم. اون تو [دستگاه گوارش] رو داغون کردند. این گفته‌های شیروانی با واکنش تند احمد کیارستمی مواجه شد، وی از لحن انتقادی نسبت به وزیر بهداشت و رعایت نکردن عرف و اخلاق توسط شیروانی انتقاد و بیان کرد وضعیت پدر اورژانسی نیست.
کیارستمی پس از دورهٔ نقاهت در تهران برای ادامهٔ درمان با آمبولانسِ هواییِ کمپانی ام کی ۲ با هزینه تهیه‌کننده فیلم آخرش که ساخته نشد یعنی مارین کارمیتز، راهی فرانسه شد اما پس از چند روز به علت لخته شدنِ خون، سکته مغزی کرد و در پاریس درگذشت.
پس از مرگِ کیارستمی کمپینِ پیگریِ پروندهٔ پزشکیش توسّطِ گروهی از سینماگران و دوستدارانش راه‌افتاد.

### واکنش‌ها
عباس کیارستمی هنر هفتم کشورمان را بین‌المللی کرد و پیام آزادگی، صلح و دوستی مردم ایران را به سراسر دنیا رساند.

اکبر هاشمی رفسنجانی

خاطرات خوبی را با هم داشتیم. برای او طلب آرامش می‌کنم.

ژولیت بینوش
مرگِ کیارستمی با واکنش‌های متعددی از سوی هنرمندان و سیاستمداران داخلی و خارجی و مطبوعات جهان مواجه شد.
دویچه وله، تلگراف، نیویورک تایمز، یورو نیوز، آسوشیتد پرس، گاردین، الجزیره، هاف‌پست، فرانس ۲۴، سی‌ان‌ان، هالیوود ریپورتر، کوریره دلا سرا، لو موند، هاآرتص، یواس‌ای تودی، دیلی تلگراف، ایندیپندنت، ورایتی، بی‌بی‌سی، لس‌آنجلس تایمز، دیلی میل، نیویورکر، اسکرین اینترنشنال و گلوب اند میل از جمله رسانه و نشریات معتبر جهان بودند که خبر درگذشت کیارستمی را تسلیت و سرتیتر خبر خود نمودند. فرانسوا اولاند، رئیس‌جمهور فرانسه، در بیانیه‌ای که کاخ الیزه منتشر کرد، به عباس کیارستمی ادای احترام کرد. حسن روحانی، رئیس‌جمهور ایران، نیز در توئیترِ خود نوشت: «نگاه متفاوت و عمیق عباس کیارستمی به زندگی و دعوت انسان‌ها به صلح و دوستی، دستاوردی ماندگار در هنر هفتم خواهد بود». وزیران فرهنگ فرانسه و اتریش و وزیر امور خارجهٔ ایران نیز به صورت جداگانه پیام تسلیت خود را برای خانواده و جامعه هنری ایران فرستادند.
مارتین اسکورسیزی با نوشتن بیانیه‌ای رسمی از این واقعه به عنوان «از دست رفتن هنرمندی نادر با دانشی ویژه» یاد کرد. اسکورسیزی در بیانیه‌ای که در هالیوود ریپورتر منتشر شد نوشت: «وقتی خبر مرگ عباس کیارستمی را شنیدم عمیقاً شوکه و غمگین شدم. او یکی از آن هنرمندان نادر با دانش ویژه از دنیا بود که اگر بخواهیم با کلمات ژان رنوآر بزرگ بگوییم: «واقعیت همیشه جادو می‌کند». برای من، این حرف بدنه کاری خارق‌العاده کیارستمی را جمع‌بندی می‌کند. هر صحنه از طعم گیلاس یا خانه دوست کجاست؟ پر از زیبایی و سورپرایز است که با صبر و دقت ضبط شده است. من توانستم طی ۱۰ یا ۱۵ سال اخیر عباس را بشناسم. او انسان بسیار خاصی بود ساکت، برازنده، متواضع، خوش‌سخن و بسیار هوشیار. او یک جنتلمن حقیقی بود و واقعاً یکی از بزرگ‌ترین هنرمندان ما». جاشوآ اوپنهایمر کارگردان بریتانیایی نوشت: «تاسف بسیار از درگذشت عباس کیارستمی کارگردان کلوز آپ که یکی از محبوب‌ترین فیلم‌های من است». ژان-کلود کریر فیلم‌نامه‌نویس، ژیل ژاکوب، رئیس چند دوره جشنواره فیلم کن و همچنین ژان‌لوک نانسی فیلسوف و استاد دانشگاه نیز به صورت جداگانه پیام‌هایی را برای درگذشت کیارستمی ارسال کردند. منتقدان بزرگ سینمایی مانند ریچارد برودی، جف اندرو، نیک نیومان و رابی کالین نیز در مطالب متعدد و جداگانه به ستایش از عباس کیارستمی پرداختند و از سینمای وی نوشتند. اصغر فرهادی به گاردین گفت: شوکه شده‌ام. با درگذشت عباس کیارستمی نه فقط سینما بلکه دنیا یک انسان بزرگ را از دست داد. سیّد محمّد خاتمی در پیامی نوشت: «درگذشت تأسف‌انگیز هنرمند خلاق و مبتکر جناب آقای عباس کیارستمی خسارتی بود سنگین برای هنر فاخر ایران عزیز.» مسعود کیمیایی دربارهٔ او گفت: می‌دانم تا آخر عمر سوگوارش خواهم بود. عزای ملی هنر را اعلام کنید. جسمش رفت اندیشه‌اش ماند. جیم جارموش در مراسمی که در نیویورک برای تکریم کیارستمی ترتیب داد با تمجید از وی با عنوان فیلمساز مورد علاقه خود یاد کرد و گفت علاوه بر این، عکاس، نقاش و شاعری فوق‌العاده‌ای نیز بود. مرگ غیرمنتظره کیارستمی، برای من دردآور بود.
سازمان ملل متحد در حساب توییتر خود نوشت: خانواده ملل متحد در ایران عمیقاً از مرگ عباس کیارستمی فیلمساز سرشناس غمگین است. همچنین از شب درگذشت کیارستمی مردم و هنرمندان برای ادای احترام و بدرقه وی به مدت سه شبانه روز در موزه سینما و خانه سینما گرد هم آمدند. مراسم یابود کیارستمی دو روز بعد از مرگ وی در خانه شعر پاریس برگزار شد. ژان-کلود کریر فیلم‌نامه‌نویس، بازیگر و همچنین ژان‌لوک نانسی فیلسوف و استاد دانشگاه نیز به صورت جداگانه پیام‌هایی را برای یادبود کیارستمی ارسال کردند که در جلسه یابود وی برای حاضران قرائت شد. کیومرث پوراحمد، رسول صدرعاملی، سیف‌الله صمدیان، رضا میرکریمی و ژیل ژاکوب هم از حاضران در این مراسم بودند. همچنین عصر همین روز در پاریس جمعی از مردم فرانسه، هنرمندان و ایرانی‌های مقیم پاریس، عکس‌هایی از عباس کیارستمی را آراسته به شمع و گل بر بستر رودخانه سن قرار دادند و به صورت نمادین با این کارگردان سرشناس وداع کردند. بعد از درگذشت کیارستمی دفتری به یاد این کارگردان بزرگ در نمایندگی ایران در یونسکو گشوده شد. همچنین منتقدان بزرگ سینمایی مانند ریچارد برودی، جف اندرو، نیک نیومان، پیتر بردشاو و رابی کالین نیز در مطالب متعدد و جداگانه به ستایش از عباس کیارستمی پرداختند و از سینمای وی نوشتند. گاردین در این باب نوشت، عباس کیارستمی، کارگردان ایرانی برنده نخل طلا درگذشت. در ادامه روز بعد گاردین در مقاله‌ای مفصل اضافه کرد، عباس کیارستمی داستان پرداز پر راز و رمز بود، فیلم‌سازی که داستان‌هایش به نوعی هم از این جهان و هم خارج از آن بودند. فیلم‌های او به سادگی معنای خود را بیان نمی‌کردند؛ آن‌ها آمیخته از آرامش، اندوه، اندیشه بودند. فرانس ۲۴ در چند بخش خبری به خبر درگذشت عباس کیارستمی پرداخت. این شبکه به زبان فرانسوی و انگلیسی خبر درگذشت کارگردان سینمای ایران را به‌صورت خبر فوری پوشش داد. همچنین در گزارش‌های مختلف به نقش و اهمیت عباس کیارستمی در سینمای ایران و جهان اشاره کرد. شبکه‌های خبری و رسانه‌های کشورهای دیگر دنیا همچون ایتالیا، انگلیس، ترکیه، آمریکا و ژاپن به‌صورت گسترده به درگذشت عباس کیارستمی پرداختند.

### تشییع و خاکسپاری

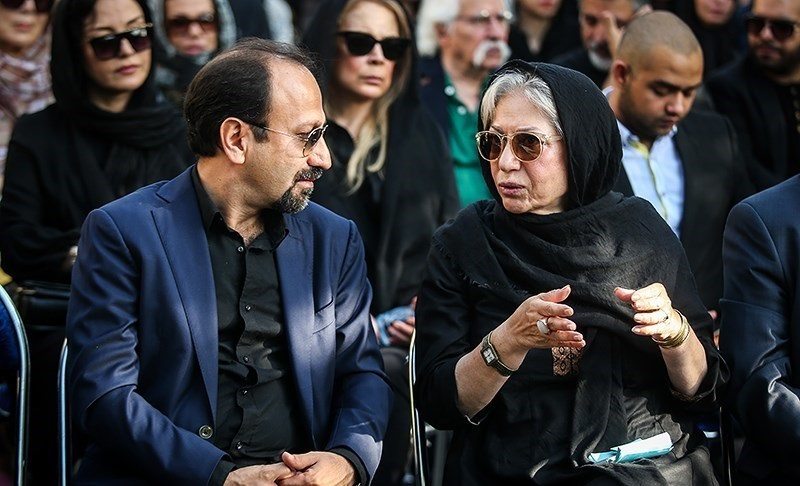
رخشان بنی‌اعتماد و اصغر فرهادی در تشییع جنازهٔ کیارستمی

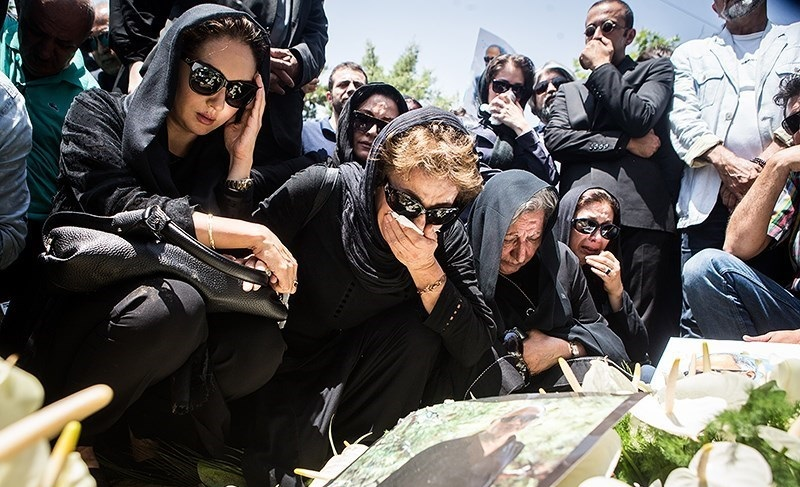
نیکی کریمی (چپ) در مراسم تشییع عباس کیارستمی

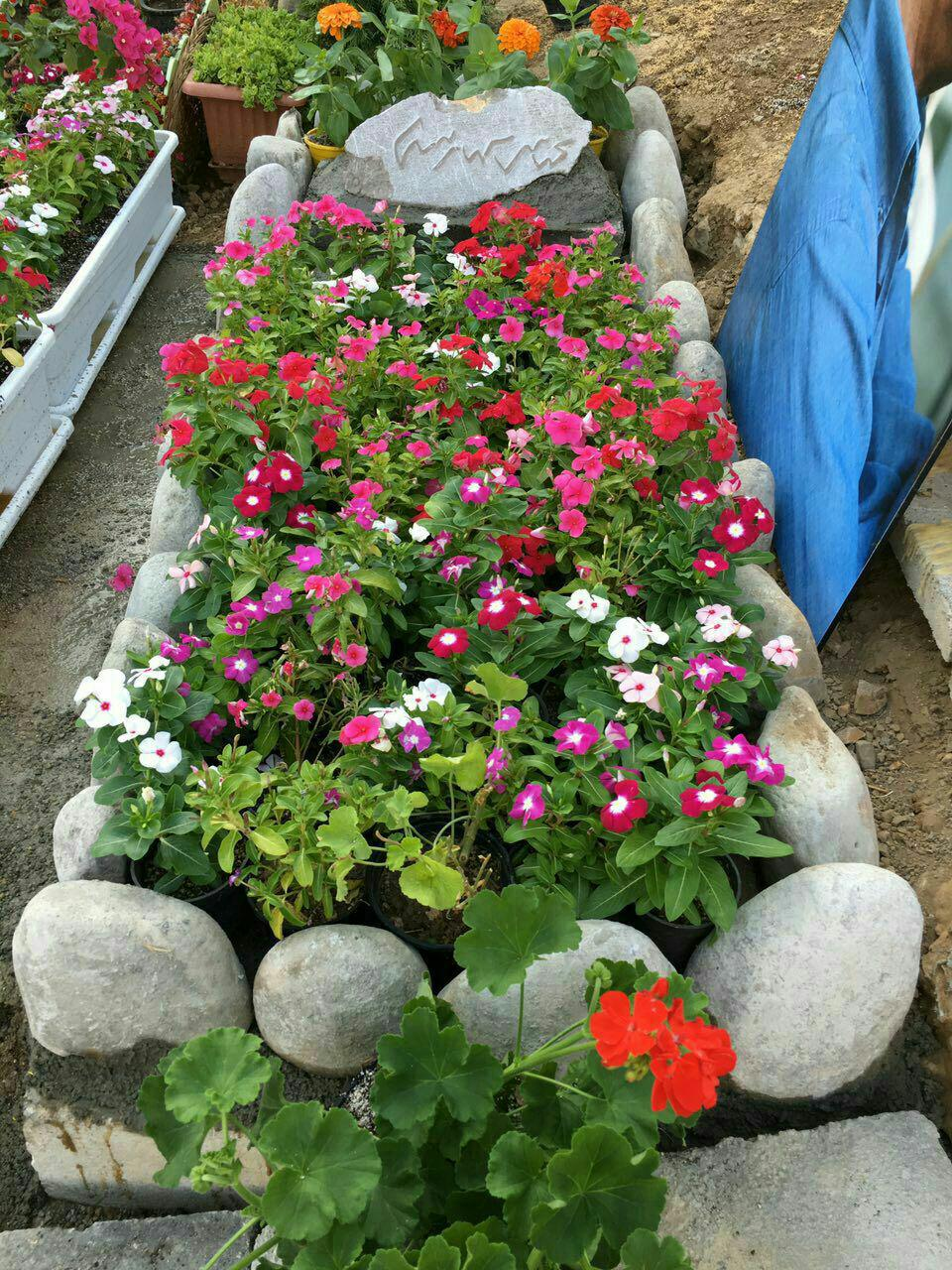
مدفن کیارستمی در گورستان توک مزرعه

پیکر عباس کیارستمی در شامگاه ۱۸ تیر از پاریس به ایران منتقل شد. تشییع جنازه نیز با حضور خانواده وی و هنرمندان در فرودگاه بین‌المللی امام خمینی برگزار شد. بر اساس وصیت‌نامه کیارستمی قرار شد پیکرش در لواسان به خاک سپرده شود. مراسم تشییع پیکر عباس کیارستمی یکشنبه ۲۰ تیر ماه از مقابل کانون پرورش فکری کودکان و نوجوانان با حضور هنرمندان و دوستداران و چهره‌های سیاسی و فرهنگی در خیابان حجاب برگزار گردید. پس از تشییع مقابل کانون، مراسم خاکسپاری کیارستمی در گورستان توک مزرعه لواسان انجام شد و پیکرش با همراهی خانواده‌اش و چند هنرمند نزدیک به خاک سپرده شد. در جای‌جای آرامستان توک مزرعه و خیابان‌های ورودی لواسان پوسترهای کیارستمی نصب شده بود و کیارستمی که دوستدار طبیعت بود در گورستانی پر از درخت آرام گرفت.

### شکستنِ سنگِ قبر
روزِ ۱۶ فروردینِ ۱۳۹۶ دیده شد که سنگِ مزارِ کیارستمی را شکسته و رویش سیمان ریخته‌اند و نهالِ گیلاسی را که کنارِ مزار کاشته شده بود از ریشه درآورده بودند.

### علّتِ مرگ
در ۸ خرداد ماه سال ۱۳۹۶ رئیس کل سازمان نظام پزشکی در رابطه با علت اصلی مرگ کیارستمی اظهار داشت که خون‌ریزی حاد تحت پرده‌های مغزی (ساب دورال) که منجر به مرگ مغزی وی شده بود، علت اصلی مرگ او تشخیص داده شد.
این خون‌ریزی نیز ناشی از استفاده از دارویی به نام هپارین با دوز ۲۴ هزار واحد در روز است.

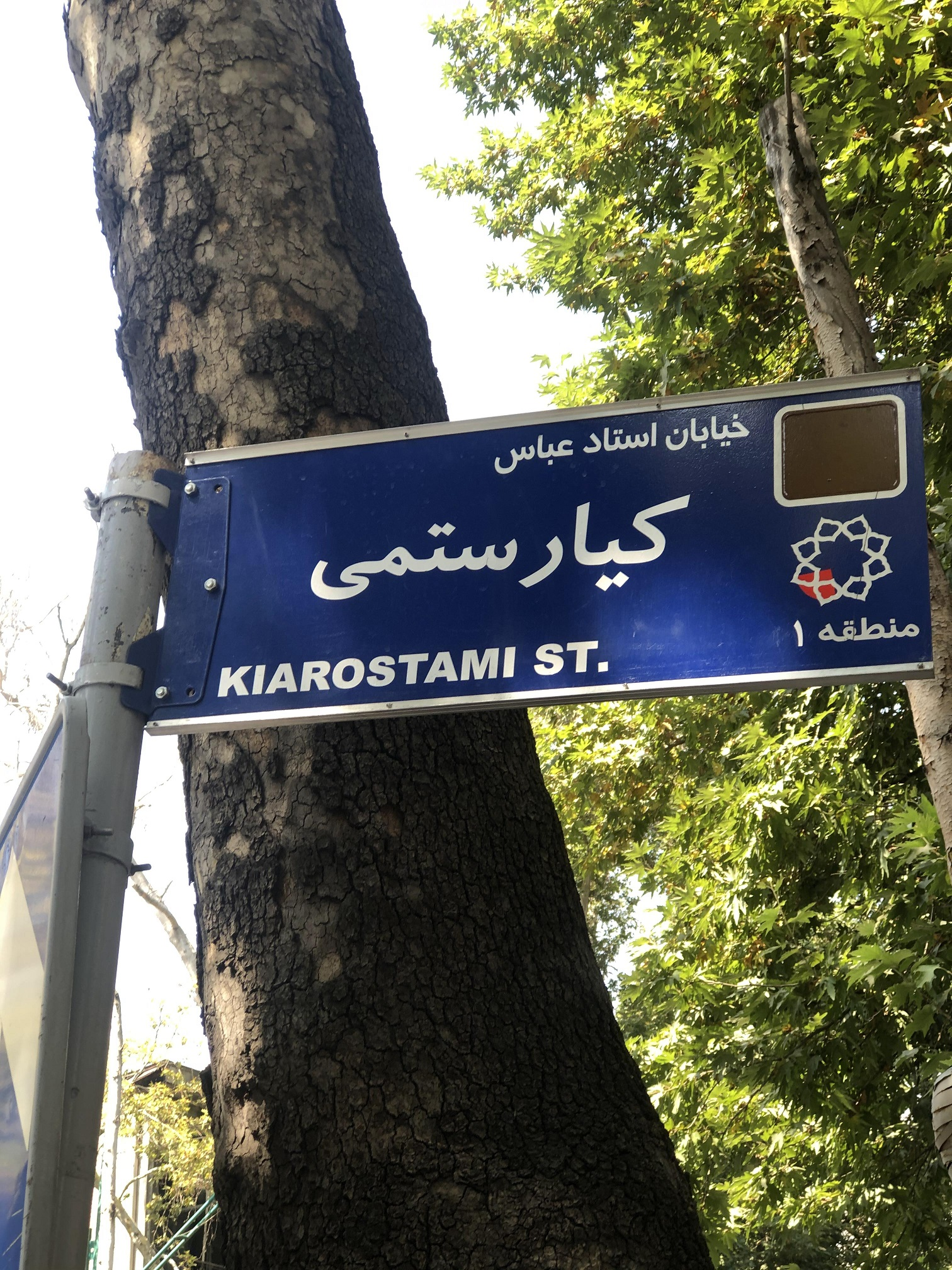
یک خیابان فرعی در شمالِ تهران به نامِ عبّاس کیارستمی شد.

در کتاب مرگ و دیگر هیچ که توسط بهمن کیارستمی و به کوشش نشر نظر منتشر شده، دست‌نوشته‌های عباس کیارستمی در سال ۱۳۷۶ و با خط خودش منتشر شده‌اند. در ابتدای این کتاب شعری هایکو از عباس کیارستمی آورده شده: «من می‌خواهم با مرگ خود بمیرم، نه با مرگ پزشکی» اما علت مرگ کیارستمی نشان می‌دهد که او به این آرزوی دیرینه‌اش نرسیده است.

## در نگاهِ دیگران
- .آکیرا کوروساوا: به نظرم فیلم‌های این کارگردان ایرانی خارق‌العاده هستند. کلمات نمی‌توانند احساسات مرا بیان کنند. پیشنهاد می‌کنم فیلم‌هایش را ببینید و بعد متوجه می‌شوید چه می‌گویم. ساتیا جیت رای که درگذشت خیلی ناراحت شدم اما با دیدن فیلم‌های کیارستمی خدا را شکر می‌کنم که جایگزینی برای او پیدا کردیم.
- مارتین اسکورسیزی: یکی از برترین کارگردان‌های تاریخ سینمای جهان، کیارستمی نماینده عالی‌ترین سطح هنر در سینماست.
- ورنر هرتسوک: کارگردان سرشناس آلمانی، فیلم خانه دوست کجاست؟ کیارستمی را یکی از پنج فیلم محبوب خود دانسته است.[۱۲۳]
- لورا مالوی: کلوزآپ کیارستمی واقعیت را به سینما برمی‌گرداند، اما آن را سوژه توهم، نقاب و دوسویگی سینما می‌سازد.
- دیوید بوردول: از میان فیلم‌های دهه ۹۰، فیلمی که بیشتر از همه عمیقاً تکانم داد و به لحاظ شکل و فرم، ماجراجویانه به نظرم آمد زیر درختان زیتون عباس کیارستمی بود.
- ژان-لوک گدار: سینما با گریفیث آغاز می‌شود و با کیارستمی پایان می‌یابد.[۱۲۴]

### در رأی‌گیری‌ها

#### ششمین کارگردان برتر معاصر جهان
روزنامه گاردین در سال ۲۰۱۱ در گزارشی فهرست ۴۰ کارگردان بزرگ معاصر سینمای دنیا را منتشر کرد. عباس کیارستمی در مکان ششم این لیست و بالاتر از بسیاری از چهره‌های نامدار سینما همچون دیوید کراننبرگ، دیوید فینچر، استیون سودربرگ، پدرو آلمودوار و گاس ون سنت قرار گرفت.

#### ده فیلم‌ساز برتر آسیا
کیارستمی و فیلم کلوزآپ ساخته وی، در جریان بیستمین جشنواره بین‌المللی فیلم پوسان ۲۰۱۵ در رده‌بندی برترین هنرمندان و فیلم‌های قاره آسیا، در میان ۱۰ هنرمند و اثر شاخص قاره قرار گرفتند.
عباس کیارستمی در فهرست ۱۰ کارگردان برتر سینمای آسیا، پس از یاسوجیرو اوزو و هو شیائو-شین در رده سوم برترین‌ها قرار گرفته است. آکیرا کوروساوا، ساتیا جیت رای، وونگ کار وای، اپیچاتپونگ ویراستاکول، جیا ژانکه، کنجی میزوگوچی و ادوارد یانگ رتبه‌های بعدی این رده‌بندی را به خود اختصاص داده‌اند.

#### ششمین فیلم‌سازِ برترِ ایران
کیارستمی، جز سرشناسیِ گسترده از دههٔ ۱۹۹۰ میلادی در اروپا، در ایران نیز محبوب و شناخته بود؛ به‌طوری‌که در رأی‌گیری از ۵۵ فیلم‌شناسِ ایرانی به سالِ ۱۳۸۱ کیارستمی همراهِ امیر نادری ششمین فیلم‌سازِ برترِ تاریخِ سینمای ایران شناخته شد.

#### محبوب‌ترین چهرهٔ سینمای ایران
در سال ۲۰۱۵ در یک نظرسنجی که توسط وب سایت فرانسوی لاسینتک (سینماتک) از ۲۶ کارگردان برجسته معاصر سینمای جهان انجام شد، عباس کیارستمی محبوب‌ترین چهره سینمای ایران از دیدگاه این گروه از موفق‌ترین کارگردانان حال حاضر سینمای جهان بود.
کیارستمی اولین کارگردان ایرانی بود که جوایز مهمی در جشنواره‌های مطرح جهانی دریافت کرد.

#### بهترین فیلم‌های تاریخِ سینمای نشریهٔ سایت‌اندساوند
نشریهٔ سایت اند ساوند در نظرسنجیِ ده‌سالانه‌اش در سالِ ۲۰۲۲ میلادی کلوزآپِ کیارستمی را در رتبهٔ هفدهمِ بهترین فیلم‌های تاریخِ سینما آورد و سه فیلمِ کلوزآپ و خانه دوست کجاست؟ و طعم گیلاس در فهرستِ منتخبِ کارگردان‌ها به ترتیب در جایگاه‌های نهم، هفتاد و دوّم و نود و سوّم قرار گرفتند.